# 현덕왕후
현덕왕후 권씨(顯德王后 權氏, 1418년 4월 26일 (음력 3월 12일) ~ 1441년 8월 19일 (음력 7월 24일)는 조선 문종의 왕비이다. 시호는 인효순혜현덕왕후(仁孝順惠顯德王后)이다.
화산부원군 권전(花山府院君 權專)과 해령부부인 최씨(海寧府夫人 崔氏)의 딸로, 본관은 안동(安東)이다. 족보명(族譜名)은 순임(順任). 문종의 세자 시절 휘빈 김씨(1429년 7월 18일 폐출)와 순빈 봉씨(1436년 10월 26일 폐출) 이후 세 번째로 맞은 세자빈으로, 1441년 단종을 낳고 하루 만에 산후병으로 사망한다. 남편 문종이 즉위한 후 왕후에 추존되었다.

## 생애
원래 왕세자 향(문종)의 후궁인 승휘로 궁에 들어갔으며, 세자빈인 휘빈 김씨와 순빈 봉씨가 갖가지 비행으로 왕실을 문란케 한 뒤 폐위되자, 이미 두 명의 딸을 낳아 품계가 양원으로 올라가있던 권씨가 세자빈으로 책봉되었다. 세종 실록에 의하면 당시 세자였던 문종은 홍 승휘를 세자빈으로 올리고 싶어했으나, 이미 딸이 있으며 다른 후궁들보다 품계가 더 높은 권씨를 의리상 세자빈으로 올려야 한다는 것이 세종의 뜻이었다고 한다.
1441년에 원손(단종)을 낳았으나, 원손을 낳자마자 하루 뒤에 산후병으로 사망하니 향년 24세였다. 시호는 현덕빈(顯德嬪)이며, 문종이 왕위에 오른 뒤 현덕왕후로 추존되었다.

## 사후

### 폐위 논란과 현덕왕후의 저주

#### 저주와 낭설
야사에서는 세조가 단종을 죽인 뒤, 현덕왕후의 혼령이 세조의 꿈에 나타나 저주를 했는데, 이로 인해 세조의 장남인 의경세자가 죽었고, 이에 분노한 세조는 안산에 있던 현덕왕후의 소릉(문종과 합장되기 전의 능)을 파헤치고 관은 강에다 버렸으며 그후 관속에 시신을 끄내어 토막내어 소각한 다음 강에가 뿌렸다. 현덕왕후의 신주를 종묘에서 내쳤고, 중종 때에 다시 왕후로 추존된다고 전한다. 하지만 이는 사실과 전혀 맞지 않는 낭설이다. 도원군이 사망한 것은 1457년 9월 20일(음력 9월 2일), 단종이 사망한 것은 1457년 11월 7일(음력 10월 21일)로 오히려 도원군이 단종보다 먼저 사망했으며, 따라서 현덕왕후의 저주가 도원군을 죽게 했다는 식의 야사의 해석은 옳지 않다.

#### 폐위
현덕왕후의 어머니 아지(阿只)와 왕후의 동생 권자신(權自愼)이 성삼문 등과 함께 단종 복위 운동을 벌이다 발각되었다. 이에 권자신과 아지는 1456년에 처형되고, 단종은 1457년 7월 12일(음력 6월 21일)에 노산군으로 강등된다.
한편 이미 사망한 현덕왕후와 그 아버지 권전은 아지와 권자신의 죄로 인해 연좌되었고, 권전은 1456년 8월 7일(음력 7월 7일), 현덕왕후는 1457년 7월 17일(음력 6월 26일)에 각각 서인으로 격하되었다. 1476년(성종 7년) 5월 8일(음력 4월 15일)에는 그 여파로 현덕왕후의 신위를 불사르게 된다.

#### 복위
왕비로서의 복위는 현덕왕후의 연좌제 적용이 합당하지 않다는 의견이 올라온 이후 합의를 거쳐 1513년(중종 8년) 4월 17일(음력 3월 12일) 때 최종 결정되었으며, 왕후의 아버지인 권전이 1699년(숙종 25년) 8월 10일(음력 7월 15일) 신원되었다.
능은 경기도 안산시 단원구 목내동에 위치한 소릉(昭陵)이었다가, 1513년(중종 8년)에 구리시 인창동에 위치한 현릉(顯陵)으로 옮겨 남편 문종과 합장되었다.

## 가족 관계
| 조선의 왕비 | 현덕왕후 권씨 顯德王后 權氏 | 출생                                                         | 사망                                                             |
| 조선의 왕비 | 현덕왕후 권씨 顯德王后 權氏 | 1418년 4월 26일 (음력 3월 12일) 조선 충청도 홍주 합덕현 사저 | 1441년 8월 19일 (음력 7월 24일) (23세) 조선 한성부 경복궁 자선당 |

|    |                                 | 본관 | 생몰년          | 부모                          | 비고                    |
| -- | ------------------------------- | ---- | --------------- | ----------------------------- | ----------------------- |
| 부 | 화산부원군 권전 花山府院君 權專 | 안동 | 1371년 - 1441년 | 권백종 權伯宗 권씨 權氏       |                         |
| 모 | 해령부부인 최씨 海寧府夫人 崔氏 | 해주 | ? - 1456년      | 최용 崔鄘 충주 지씨 忠州 池氏 | 세조 2년(1456년) 처형됨 |

| 조선 제5대 국왕 | 문종 文宗 | 출생                                                       | 사망                                                             |
| 조선 제5대 국왕 | 문종 文宗 | 1414년 11월 24일 (음력 10월 3일) 조선 한성부 충녕대군 사저 | 1452년 6월 10일 (음력 5월 14일) (37세) 조선 한성부 경복궁 천추전 |

| 작호 | 작호              | 이름            | 생몰년                  | 배우자                      | 비고                                                    |
| ---- | ----------------- | --------------- | ----------------------- | --------------------------- | ------------------------------------------------------- |
| -    | 공주              |                 | 1433년 - 1433년         |                             | 조졸                                                    |
| 장녀 | 경혜공주 敬惠公主 | 1435년 - 1473년 | 영양위 정종 寧陽尉 鄭悰 |                             |                                                         |
| 장남 | 단종대왕 端宗大王 | 홍위 弘暐       | 1441년 - 1457년         | 정순왕후 송씨 定順王后 宋氏 | 제6대 국왕 세조 3년(1457년) 폐위 숙종 24년(1698년) 복권 |

## 현덕왕후가 등장하는 작품

### 드라마
- 《대왕세종》(KBS, 2008년, 배우: 강해인)
- 《대군-사랑을 그리다》 (TV조선, 2018년, 배우 : 오승아)

### 소설
- 《해시의 신루》 윤이수, 글공방, 2015, 네이버 웹소설 완결

## 같이 보기
- 계유정난
- 현릉